# 킥킥킥킥
《킥킥킥킥》은 2025년 2월 5일부터 2025년 3월 13일까지 방송했던 KBS 2TV 수목 드라마였다.

## 기획 의도
한 때 국민 배우 지진희 그리고 한 때 스타 PD 조영식 PD가 신규 콘텐츠 제작사 킥킥킥킥을 설립하고 구독자 300만을 향해 전력 질주하며 벌어지는 별별 킥한 이야기를 담은 오피스 코미디 드라마

## 제작진

### 제작사
- 디케이이엔엠
- 이끌엔터테인먼트

### 극본
- 정수현 : MBC TV 《전파견문록》(공동 집필), MBC 일일 시트콤 《논스톱 5》(공동 집필), KBS 쿨 FM 《조향기의 화려한 인생》(공동 집필), Mnet 《칠전팔기 구해라》(공동 집필), JTBC 금토 드라마 《놓지마 정신줄》(집필) 집필
- 남은경 : Mnet 《칠전팔기 구해라》(공동 집필) 집필
- 정해영

### 연출
- 구성준 : KBS 2TV 《연예가중계》(공동 연출), KBS 2TV 《대국민 토크쇼 안녕하세요》(공동 연출), KBS 2TV 《우리동네 예체능》(공동 연출), KBS 2TV 수목 드라마 《어서와》(공동 연출), KBS 2TV 수목 드라마 《도도솔솔라라솔》(공동 연출), KBS 2TV 《KBS 드라마 스페셜 2021 - 딱밤 한대가 이별에 미치는 영향》(연출), KBS 2TV 《KBS 드라마 스페셜 - 셋》(연출), KBS 2TV 수목 드라마 《너에게 가는 속도 493KM》(공동 연출), KBS 2TV 월화 드라마 《두뇌공조》(공동 연출) 연출

## 등장 인물

### 주요 인물
- 지진희 : 지진희 역 - 지배우, 지대표, 거셀 장인/INFJ

예능과 드라마에서 연이은 히트를 기록하며 전성기를 누렸던 국민 배우 지진희
- 이규형 : 조영식 역 (아역: 8살, 중2[1]) - 조피디, 조대표, 조워커홀릭/ENTP

최연소 언론고시 합격자이자 방송국 3사를 동시에 뚫어낸 전설적인 스타 피디 조영식

### 킥킥킥킥 멤버들
- 백지원 : 백지원 역 - 킥킥킥킥 직원 전담 테라피스트/INTP

킥킥킥킥 컴포니의 테라피스트이자 멘탈 퍼포먼스 코치 백지원
- 이민재 : 이민재 역 - 워커홀릭 MZ, 트렌드세터/INTJ

상상력과 결단력을 겸비한 콘텐츠 제작자이자 킥킥킥킥 컴퍼니 신입 PD 이민재
- 전혜연 : 왕조연 역 - 낮엔 예능 작가 밤엔 19금 로판 작가/INFP

킥킥킥킥 컴퍼니의 독보적인 예능 작가 왕조연
- 김은호 : 강태호 역 - 훈남 한입만 파이어족/ESTJ

킥킥킥킥 컴퍼니의 야심찬 예능 피디 강태호
- 정한설 : 노인성 역 - NO인성, 인성 가출한 빌런중빌런, 잡무의X신/ESFJ

눈치 대신 뻔뻔함을 장작한 정신 승리 대마왕, 킥킥킥킥 컴퍼니의 잡무 담당 노인성.
- 전소영 : 가주하 역 - 3년차 예능 작가, 자유로운 탱탱볼/ESFP

자유로운 영혼에 다재다능한 호기심까지 겸비한 킥킥킥킥 컴퍼니의 막내 작가 가주하
- 백선호 : 이마크 역 - 싱어송라이터, 플러팅 장인 baby fox/ENFP

킥킥킥킥 컴퍼니의 로고송을 담당한 싱어송라이터 마크
- 몽이 : 킥 역 - 왈! 왈! 왈왈왈!! 왈! 왈! 으르르르르르르!! 왈! 으르르르르르!! 헥헥!!! 왈왈!!! 으르르르르르르르!!!!!!!

왕조연의 자식 같은 반려견이자 킥킥킥킥 컴퍼니의 마스코트

### 그 외 인물
- 이세준 : 마이콜 역
- 이지원 : 희동이 역
- 기은세 : 여우란 (1회 ~ 2회, 4회)
- 김주헌 : 돈만희 역 (1회)
- 도건우 : 마동식 역
- 정지우 : 사만다 역

### 특별출연
- 이수근 : 동자보살 역 (1회)
- 서장훈 : 선녀보살 역 (1회)
- 서혜원 : 광년이 서혜원 역 (1회)
- 이진혁 : 경찰 이진혁 역 (1회)
- 조한철 : 가주하의 아버지 (1회)
- 남현승 : 심동엽 역 (2회)
- 이하율 : 김연쇄 역 (2회, 4회)
- 신윤승 : 신윤승 역 (3회)
- 윤성호 : 노소유 스님(노남성)[2] (4회)
- 홍석천 : 홍 포토 역 (7회)

## 시청률
최저 시청률과 최고 시청률은 시청률 조사회사와 지역별로 시청률에 차이가 있을 수 있습니다.
| 2025년 | 2025년   | 2025년         | 2025년       | 2025년 |
| 회차   | 방송일   | AGB 시청률     | AGB 시청률   |        |
| 회차   | 방송일   | 대한민국(전국) | 서울(수도권) |        |
| ------ | -------- | -------------- | ------------ | ------ |
| 제1회  | 2월 5일  | 2.1%           | -            |        |
| 제2회  | 2월 6일  | 1.0%           | 0.9%         |        |
| 제3회  | 2월 12일 | 1.2%           | -            |        |
| 제4회  | 2월 13일 | 0.7%           | -            |        |
| 제5회  | 2월 19일 | 1.0%           | -            |        |
| 제6회  | 2월 20일 | 0.7%           | -            |        |
| 제7회  | 2월 26일 | 0.4%           | -            |        |
| 제8회  | 2월 27일 | 0.4%           | -            |        |
| 제9회  | 3월 5일  | 0.4%           | -            |        |
| 제10회 | 3월 6일  | 0.3%           | -            |        |
| 제11회 | 3월 12일 | 0.4%           | -            |        |
| 제12회 | 3월 13일 | 0.3%           | -            |        |

## 참고 사항
- 설 연휴에 편성할 예정이었지만 설 특선 영화 편성으로 인해 2025년 2월 5일에 방송됐다.